# 克里斯汀擬雀鯛
克里斯汀擬雀鯛，為鱸形目鱸亞目擬雀鯛科的其中一種，為熱帶海水魚，分布於西印度洋馬達加斯加、葛摩海域，深度0-25公尺，本魚體延長，背鰭硬棘3枚；背鰭軟條25-27枚；臀鰭硬棘3枚；臀鰭軟條14-16枚，尾鰭黃色，體長可達7公分，棲息在岩礁或珊瑚礁區，生活習性不明。

## 擴展閱讀
維基物種上的相關：克里斯汀擬雀鯛